# Les Quatre Voyages de l'esprit
Les Quatre Voyages de l'esprit est l'œuvre majeure de Molla Sadra Shirazi. Elle se compose de quatre parties :